# Исмайлов, Фикрет Исмаил оглы
Фикрет Исмаил оглы Исмайлов  (азерб.  Fikrət İsmayıl oğlu İsmayılov; 3 января 1935, Нахичевань, Нахичеванская АССР, Азербайджанская ССР, СССР — 31 марта 2015, Баку, Азербайджан) — азербайджанский учёный, доктор физико-математических наук, старший научный сотрудник Института физики НАН Азербайджана.

## Биография
Фикрет Исмайлов родился 3 января 1935 года в городе Нахичевань Нахичеванской АССР в семье учителя. Окончил школу № 1 имени Узеира Гаджибекова в родном городе. После окончания Азербайджанского педагогического института по специальности физика и математика по распределению был направлен в Институт физики Академии наук Азербайджанской ССР. С 1960 года работал лаборантом, старшим лаборантом, младшим научным сотрудником, старшим научным сотрудником в Институте физики. С 1973 года доктор физико-математических наук Ф. Исмайлов — руководитель лаборатории Института физики.
21 ноября 1992 года вступил в партию «Новый Азербайджан». Избирался депутатом первого созыва (1995—2000 гг.) Милли Меджлиса Азербайджана. С 1993 года является председателем Ясамальского районного отделения партии «Новый Азербайджан».
29 декабря 2009 года Фикрет Исмайлов распоряжением Президента Ильхама Алиева награждён орденом «Шохрат».

## Научная деятельность
Одним из научных достижений учёного является определение молярных коэффициентов ширины запрещенной зоны в твердых растворах GaSXSe1-X.
Им разработана технология выращивания слоистых монокристаллов AIIIBVI методом «медленного охлаждения при постоянном градиенте температур».
Также в результате проведенных Ф. Исмайловым исследований было установлено, что извлечение теллуровых включений методом электрохимической обработке улучшает электрофизические параметры CdXHg1-XTe и характеристические параметры (Dλ* və Sλ*) фотоприемников.
Ф. Исмайлов — автор 140 опубликованных научных работ, 19 авторских свидетельств и патентов.
Под его руководством защищено 5 кандидатских диссертаций.
В 2014 году удостоен Персональной стипендии Президента Азербайджанской Республики.

### Некоторые научные работы
- Исмайлов Ф. И. Investigation of Electrical conductivity and Hall effect in GaSe single crystal // Phys. Stat. Solid. — 1996. — Т. 17. — С. 237.
- Исмайлов Ф. И. Методика изготовления ампулы для выращивания кристаллов в условиях невесомости // ВОТ. — 1979. — Вып. 65.
- Исмайлов Ф. И. Исследования диффузии примесей в слоистых полупроводниках типа AIIIBVI // Известия АН СССР, Неорганические материалы. — 1989. — Т. 25, № 9.
- Исмайлов Ф. И. Second Harmonic generation in GaS crystal // Sol. State.Com-tons. — 1997. — Т. 104, № 1.
- Исмайлов Ф. И. Дефектная проводимость в  InSe // ФТП. — 1981. — Т. 18. — С. 8.